# Guatteria gamosepala
Guatteria gamosepala este o specie de plante angiosperme din genul Guatteria, familia Annonaceae, descrisă de Robert Elias Fries. Conform Catalogue of Life specia Guatteria gamosepala nu are subspecii cunoscute.